# 11:11 (canção)
"11:11" é uma canção da cantora sul-coreana Taeyeon, lançada como um single digital em 1 de novembro de 2016 pela SM Entertainment. A canção foi posteriormente incluída na edição deluxe do primeiro álbum de estúdio de Taeyeon, My Voice, lançado em 5 de abril de 2017. "11:11" possui letras de Kim Eana e composição de Christian Vinten e Chelcee Grimes. 
Uma versão acústica de "11:11" foi divulgada por Taeyeon em 8 de novembro. Em termos comerciais, a canção atingiu o top dois pela tabela sul-coreana Gaon Digital Chart e número cinco pela estadunidense Billboard World Digital Songs. 

## Antecedentes e lançamento
Em 28 de outubro de 2016, foi anunciado que Taeyeon lançaria um single digital titulado "11:11". Musicalmente, a canção é descrita como uma balada pop, que apresenta em seu instrumental a melodia de um violão. Suas letras referem-se sobre as memórias de uma pessoa e seus desejos com seu ex-amor, quando o relógio marca o horário de onze horas e onze minutos.
"11:11" foi lançada juntamente com seu respectivo vídeo musical em 1 de novembro de 2016. A seguir, Taeyeon divulgou uma performance acústica da canção através da plataforma de vídeos Youtube, em 8 de novembro.

## Recepção

### Crítica profissional
"11:11" foi classificada em número sete pela Billboard, em sua lista de 20 melhores músicas de K-pop de 2016, que considerou-a uma canção "suave, íntima e acústica", que ainda fazia Taeyeon "explorar novos territórios sonoros".
| Crítica/Publicação | Lista                                                     | Classificação | Ref.  |
| ------------------ | --------------------------------------------------------- | ------------- | ----- |
| Billboard          | 20 Melhores Canções de K-Pop de 2016: Escolhas da Crítica | 7             | [ 5 ] |

## Faixas e formatos
| "11:11"- Download digital, streaming |                        |          |                                 |                                 |         |  |
| N.º                                  | Título                 | Letras   | Música                          | Arranjo                         | Duração |  |
| 1.                                   | "11:11"                | Kim Eana | Christian Vinten Chelcee Grimes | Christian Vinten Chelcee Grimes | 3:43    |  |
| 2.                                   | "11:11" (Instrumental) |          | Christian Vinten Chelcee Grimes | Christian Vinten Chelcee Grimes | 3:43    |  |

## Desempenho nas paradas musicais
Após o seu lançamento, "11:11" estreou em seu pico de número dois pela tabela sul-coreana Gaon Digital Chart, na semana referente a 30 de outubro a 5 de novembro de 2016. Em suas tabelas componentes, a canção atingiu o topo da Gaon Download Chart com vendas de 238,197 downloads digitais pagos e estreou em número quatro na Gaon Streaming Chart com 4,260,881 streams, ambas posições referente a semana de 30 de outubro a 5 de novembro de 2016. Na semana seguinte, "11:11" posicionou-se em seu pico de número dois pela Gaon Streaming Chart ao obter 4,982,549 streams, na semana referente a 6 a 12 de novembro. Mais tarde, a canção tornou-se a segunda de melhor desempenho na tabela mensal da Gaon Digital Chart. Adicionalmente, a canção conquistou vendas na Coreia do Sul de 2,5 milhões de cópias até outubro de 2020.
Pela tabela estadunidense Billboard World Digital Songs, "11:11" posicionou-se em número cinco na semana referente a 19 de novembro de 2016. A canção atingiu vendas de três mil cópias digitais, tornando-se a melhor semana de vendas de Taeyeon na tabela.
| Parada musical (2016)                          | Melhor posição |
| ---------------------------------------------- | -------------- |
| Coreia do Sul (Gaon Digital Chart)             | 2              |
| Estados Unidos (Billboard World Digital Songs) | 5              |

| Parada musical (2016)              | Melhor posição |
| ---------------------------------- | -------------- |
| Coreia do Sul (Gaon Digital Chart) | 89             |

## Créditos e pessoal
A elaboração de "11:11" atribui os seguintes créditos adaptados do encarte do álbum My Voice (deluxe edition)
Produção
- Kim Cheol-sun – gravação, mixagem pela S.M. Blue Ocean Studio
- Tom Coyne – masterização pela Sterling Sound
- Jang Woo-young – edição digital pela Doobdoob Studio

Pessoal
- Taeyeon – vocais, vocais de apoio
- Kim Eana – letras em coreano
- Christian Vinten – composição, arranjo
- Chelcee Grimes – composição, arranjo
- Lee Ju-hyung – direção vocal, operador de Pro Tools

## Histórico de lançamento
| Região        | Data                  | Formato                    | Gravadora   | Ref.   |
| ------------- | --------------------- | -------------------------- | ----------- | ------ |
| Coreia do Sul | 1 de novembro de 2016 | Download digital streaming | SM KT Music | [ 17 ] |
| Mundo         | 1 de novembro de 2016 | Download digital streaming | SM          | [ 18 ] |